# Praia de Albarquel
A Praia de Albarquel é uma praia no concelho de Setúbal a 0,5 km de distância da cidade, no sopé da Serra da Arrábida. Tem de extensão 300 metros e possui dois quiosques, um restaurante e uma esplanada de verão. 
Tem um areal extenso, delimitado a poente por uma saliência rochosa da falésia de formato invulgar. Do lado nascente, está delimitada por um pontão e pelo Forte de Albarquel. Deste local, é possível apreciar de posição vantajosa a vista sobre a Península de Troia, do outro lado do rio Sado.
Foi limpa no início do século XXI e a sua procura tem sido crescente nos últimos anos, tanto de nacionais como por estrangeiros, particularmente europeus comunitários. Mais recentemente foi feito um jardim antes do areal, num espaço onde anteriormente se encontrava o antigo parque de campismo de Setúbal, conhecido por "Toca do Pai Lopes". A praia é banhada pelo estuário do Sado e a qualidade da água é considerada excelente, comprovada pelas análises frequentes efetuadas pelas entidades competentes. A sua água rivaliza com as temperaturas das águas das praias do Algarve, sendo que facilmente se encontram temperaturas entre os 20ºC e que poderão chegar aos 23ºC. Praia de águas calmas, é recomendável principalmente a famílias com crianças de tenra idade. O facto de ser uma praia vigiada acrescenta uma maior segurança a quem a visita.